# Воскресенский, Александр Андреевич (Герой Советского Союза)
Алекса́ндр Андре́евич Воскресе́нский (23 ноября 1921 — 6 мая 2012, Москва) — участник Великой Отечественной войны, командир мотострелкового взвода 63-й механизированной бригады 7-го механизированного корпуса 2-го Украинского фронта, лейтенант. Герой Советского Союза (1946).

## Биография
Родился 23 ноября 1921 года в Москве в семье служащего (его отец был священником). Русский.
Окончил среднюю школу.
В Красной Армии с 1940 года. Окончил Хабаровское военное пехотное училище в 1942 году. В действующей армии — с октября 1943 года.
Командир мотострелкового взвода 63-й механизированной бригады лейтенант Александр Воскресенский в апреле 1945 года при освобождении Чехословакии одним из первых ворвался в село Носислав (южнее города Брно). Его взвод успешно форсировал реку Свратка, зашёл в тыл противнику и смело атаковал его. В бою за город Брно заменил раненого командира роты. У деревни Медланки на окраине Брно Воскресенский был тяжело ранен, но не покинул поле боя.
После войны был демобилизован. Окончил Московский институт цветных металлов и золота. Член КПСС с 1963 года.
Жил и работал в Москве. Затем находился на пенсии. Умер 6 мая 2012 года.

### Интересный факт
Правду о своём отце — Андрее Воскресенском, позже причисленному к лику священномученика — Александр Андреевич и его сестра Людмила узнали лишь после 1960 года, когда стало возможным ознакомиться с его уголовным делом.[значимость факта?]

## Награды
- Звание Героя Советского Союза присвоено 15 мая 1946 года[4].
- Награждён орденами Ленина, Отечественной войны 1 степени и Красной Звезды, а также медалями, среди которых «За доблестный труд».